# (8113) Matsue
Pour les articles homonymes, voir Matsue (homonymie).
(8113) Matsue est un astéroïde de la ceinture principale.

## Description
(8113) Matsue est un astéroïde de la ceinture principale. Il fut découvert le 21 avril 1996 à Yatsuka (en) par Robert H. McNaught et Hiroshi Abe. Il présente une orbite caractérisée par un demi-grand axe de 2,28 UA, une excentricité de 0,20 et une inclinaison de 6,8° par rapport à l'écliptique.

## Compléments